# Badmintonklubben abc Aalborg
Der Badmintonklubben abc Aalborg ist ein Badmintonverein aus dem Nordosten Aalborgs in Dänemark. Er wurde 1958 gegründet.

## Geschichte
Der Verein wurde am 3. Oktober 1958 durch den Zusammenschluss des Aalborg Badminton Klub, welcher seit dem 1. Dezember 1938 bestand, und dem Badmintonklubben Skjold, bestehend seit 1935, gegründet. Besondere Erfolge errang für den Verein Annie Bøg Jørgensen, die 1972 bei der Europameisterschaft Bronze gewann. Auch Morten Bundgaard erlernte das Spiel mit dem Federball bei abc Aalborg. Er war später als Spieler und Trainer in der Schweiz erfolgreich. In der jüngeren Vergangenheit sorgte insbesondere Rikke Broen für Aufsehen. Die erste Mannschaft spielt derzeit in der 2. Liga, nachdem sie in der Vergangenheit auch in der Danmarksserie startete.

## Erfolge
| Saison    | Veranstaltung                                    | Disziplin    | Platz | Name                                                        |
| --------- | ------------------------------------------------ | ------------ | ----- | ----------------------------------------------------------- |
| 1964/1965 | Dänemark: Einzelmeisterschaften der Junioren U15 | Dameneinzel  | 1     | Annie Bøg Jørgensen, abc Aalborg                            |
| 1966/1967 | Dänemark: Einzelmeisterschaften der Junioren U17 | Damendoppel  | 1     | Kiss Andreasen / Annie Bøg Jørgensen, abc Aalborg           |
| 1966/1967 | Dänemark: Einzelmeisterschaften der Junioren U17 | Dameneinzel  | 1     | Annie Bøg Jørgensen, abc Aalborg                            |
| 1967/1968 | Dänemark: Einzelmeisterschaften der Junioren U19 | Damendoppel  | 1     | Lotte Berend, Triton / Annie Bøg Jørgensen, abc Aalborg     |
| 1967/1968 | Dänemark: Einzelmeisterschaften der Junioren U19 | Dameneinzel  | 1     | Annie Bøg Jørgensen, abc Aalborg                            |
| 1968/1969 | Dänemark: Einzelmeisterschaften der Junioren U19 | Dameneinzel  | 1     | Annie Bøg Jørgensen, abc Aalborg                            |
| 1968/1969 | Dänemark: Einzelmeisterschaften der Junioren U19 | Damendoppel  | 1     | Annie Bøg Jørgensen, abc Aalborg / Grete Poulsen, Tønder    |
| 1969      | Junioren-Europameisterschaft                     | Dameneinzel  | 3     | Annie Bøg Jørgensen                                         |
| 1972      | Europameisterschaft                              | Damendoppel  | 3     | Annie Bøg Jørgensen / Lene Køppen                           |
| 1987/1988 | Dänemark: Einzelmeisterschaften der Junioren U17 | Herrendoppel | 1     | Morten Bundgaard, abc Aalborg / Thomas Moestrup, Karlslunde |
| 1989/1990 | Dänemark: Einzelmeisterschaften der Junioren U19 | Damendoppel  | 1     | Marianne Rasmussen, abc Aalborg / Tina Lindhardt, KMB       |
| 1990/1991 | Dänemark: Einzelmeisterschaften der Junioren U19 | Mixed        | 1     | Peter Christensen, Højbjerg / Rikke Broen, abc Aalborg      |
| 1990/1991 | Junioren-Europameisterschaft                     | Mixed        | 1     | Peter Christensen, Højbjerg / Rikke Broen, abc Aalborg      |
| 1995/1996 | Dänemark: Seniorenmeisterschaften 65+            | Mixed        | 1     | Åse Ott, abc Aalborg / Ole Hansen, Slagelse                 |
| 1996/1997 | Dänemark: Seniorenmeisterschaften 65+            | Mixed        | 1     | Aase Ott, Aalborg / Ole Hansen, Slagelse                    |
| 1998/1999 | Dänemark: Seniorenmeisterschaften 65+            | Mixed        | 1     | Ole Hansen, Slagelse / Aase Ott, abc Aalborg                |
| 2005/2006 | Dänemark: Seniorenmeisterschaften 60+            | Herreneinzel | 1     | Leif Jacobsen, abc Aalborg                                  |
| 2008/2009 | Dänemark: Meisterschaften U11                    | Herreneinzel | 1     | Jesper Toft, abc Aalborg                                    |
| 2010/2011 | Dänemark: Meisterschaften U13                    | Herreneinzel | 1     | Jesper Toft, abc Aalborg                                    |
| 2010/2011 | Dänemark: Seniorenmeisterschaften 35+            | Herreneinzel | 1     | Thomas Nielsen, abc Aalborg                                 |